# Захарчук, Алексей Николаевич
Алексей Николаевич Захарчук (2 февраля 1929 — 25 марта 2013) — советский украинский художник. Член Союза художников СССР (1966).
В годы Великой Отечественной войны — 12-летний партизан во 2-й партизанской бригаде им. Сталина которая действовала на Винниччине.

## Биография
Родился 2 февраля 1929 года в г. Ильинцы, Винницкая области. Рано остался без родителей, детство провёл у бабки в селе на Винниччине. Подростком встретил войну. Работал пастухом, был задержан гестапо, где допрашивался как знавший партизан. Но в ночь допроса село было атаковано партизанским отрядом, вместе с которым мальчик ушёл в лес.
12-летний боец Отряда «За Родину» партизанского соединения № 44 (с ноября 1943 года — 2-я партизанская бригада им. Сталина), удостоверение партизана № 6978, в 1945 году был награждён медалью «За победу над Германией», в акте награждения указано «без звания, место службы: детский дом им. Дзержинского», в 1985 году отмечен Орденом Отечественной войны II степени.
В 1944 году после освобождения Украины Красной Армией пытался, приписав себе два года, попасть на фронт, но был направлен в специальный детский дом им. Дзержинского в Харькове.
В детдоме проявилось его умение рисовать, но в приёме в художественное училище ему поначалу было отказано, зачислен только после вмешательства секретаря райкома комсомола Белопотаповой.
В 1945—1950 годах учился в Харьковском художественном училище, затем в Киевском художественном институте (1950—1957), педагоги по специальности — И. Плещинский, С. Григорьев, Т. Яблонская.
С 1949 года участник многочисленных республиканских, всесоюзных и международных выставок.
В 1966 году принят в члены Союза художников СССР. Заслуженный Художник Украины (2005).
Жил и работал в городе Киев. Умер в 2013 году.

## Творчество
Живописец. Вначале писал жанровые и монументальные картины, но в конце 1960-х сделал своим основным жанром пейзаж.

Дипломную картину «На Плотах. Вечерняя песня.» (1957) я лелеял несколько лет, дважды плавал вниз по Днепру рабочим-плотарем. Тема была задумана как «вечерняя песня» — вечер, вода, люди в лирическом настроении. Это была первая серьезная работа над тематической картиной, попытка достичь целостного видения.
— Алексей Николаевич Захарчук
Основные произведения: монументальная роспись-триптих музея-библиотеки им. А. Гайдара в Каневе (1966), картина «Ленин и солдаты» (1970), пейзажи «Летний день на озере» (1974), «Синий вечер» (1972-92), «Вид с Чернечей горы. Канев» (1980), «Дорога на Клочков» (1985-87), цикл картин «Течёт Сула» (1999).